# Urmija
Urmija (perz. ارومیه) je grad u Iranu i sjedište pokrajine Zapadni Azarbajdžan. Smješten je na zapadnoj obali istoimenog jezera Urmije, oko 40 km od granice s Turskom odnosno približno 600 km od glavnog grada Teherana. Grad je osnovan u starom vijeku i ima važan značaj u zoroastrijskoj tradiciji, dok je tijekom islamskog razdoblja bio poprištem žestokih sukoba između Osmanskog i iranskih carstava pod vodstvom Safavida, Hotakija, Afšarida i Kadžara. Urmija je danas središte plodne pokrajine u kojoj se uzgajaju agrumi i brojna druga voća. Većinska etnička skupina u gradu su iranski Azeri, a slijede ih Kurdi, Asirci, Armenci i Perzijanci. Prema popisu stanovništva iz 2006. godine u Urmiji je živjelo 583.255 ljudi.
Nalazi se u Urmijskoj ravnici.

## Poveznice
- Zračna luka Urmija

## Vanjske poveznice
- (perz.) Službene stranice grada Urmije  Arhivirana inačica izvorne stranice od 7. listopada 2011. (Wayback Machine)

Ostali projekti
|  | Zajednički poslužitelj ima još gradiva o temi Urmija |